# Bukit Meriah
Bukit Meriah is een bestuurslaag in het regentschap Aceh Tenggara van de provincie Atjeh, Indonesië. Bukit Meriah telt 533 inwoners (volkstelling 2010).